# Rhyacophila ructicna
Rhyacophila ructicna là một loài Trichoptera trong họ Rhyacophilidae. Chúng phân bố ở miền Ấn Độ - Mã Lai.